# Бирюкович, Владимир Владимирович
Влади́мир Влади́мирович Бирюко́вич (19 декабря 1893 года, Санкт-Петербург — 5 мая 1954 года) — советский историк и педагог, специалист по новой истории Франции, первым в советской науке обратился к изучению фракционного конфликта феодальной элиты и народных восстаний Франции начала XVII века.
Происходил из интеллигентной семьи. Образование получил ещё до революции: среднее — в одном из лучших лицеев Санкт-Петербурга, высшее — в Петербургском университете. Приход к власти большевиков тяжело отразился на материальном и психологическом состоянии учёного: более двух лет он провёл в постоянном поиске работы, который сопровождался глубокой депрессией. В апреле 1935 года В. В. Бирюкович получил назначение на кафедру всеобщей истории Военно-политической академии им. Ленина, где проработал до апреля 1953 года. В 1940 году вступил в ВКП(б). В годы войны читал лекции для солдат.
Как ученик Кареева в начале научной карьеры Бирюкович писал работы в русле классической исторической школы, которая акцентировала внимание на глубокой проработке источников. После вступления в Компартию учёный перешёл на позиции марксизма, выступал в качестве одного из главных критиков историка Б. Ф. Поршнева, однако в конечном счёте сам стал жертвой политических гонений. Книга Б. Е. Штейна «Буржуазные фальсификаторы истории (1919−1939)», редактором которой он выступил, была объявлена вредной и порочной, критике подвёргся не только её автор, но и редактор. В связи с этими обвинениями В. В. Бирюкович был освобожден от обязанностей заведующего сектором новейшей истории Института истории АН СССР. Умер учёный так и не узнав, что за сутки до этого с него были сняты все обвинения.

## Биография

### Отрочество
Владимир Владимирович Бирюкович родился 19 (31) декабря 1893 года в Санкт-Петербурге в семье чиновника, журналиста и педагога Владимира Васильевича Бирюковича. После смерти главы семьи в 1906 году все заботы о детях (старшему сыну Владимиру было двенадцать лет, а младшему Георгию только два года) легли на их мать — Эмму Альфонсовну, происходившую из знатного рода Фредерикс. Когда в 1926 году Георгий умер от тифа, Владимир, Вадя (так его нежно называла мать), останется её единственным утешением. Сын и мать были очень близки, о чём оставили свои воспоминания люди, бывавшие в их доме: 

Вместе с ним и его женой жила старушка-мать Владимира Владимировича. Она была очень стара, лет, наверное, под девяносто. Сына своего Владю — единственного оставшегося в живых из её детей — она любила безмерной любовью. Владимир Владимирович относился к ней с трогательной заботой— А. М. Некрич
В 1903 году Владимир поступил в Санкт-Петербургскую гимназию Я. Г. Гуревича, считавшуюся одной из лучших в столице. Выбор учебного заведения был обусловлен давним знакомством директора гимназии и отца гимназиста (Я. Г. Гуревич издавал и редактировал журнал «Русская школа», в котором постоянно публиковался отец историка). Во время учёбы в гимназии Владимир показал себя талантливым учеником и по завершении учебного заведения был награждён серебряной медалью. Высокая награда давала основания принять решение о продолжении обучения, и 5 августа 1911 года Владимир написал прошение о зачислении его в студенты историко-филологического факультета Санкт-Петербургского университета, куда и был принят через несколько дней. Учителями Бирюковича стали выдающиеся российские учёные: Н. И. Кареев, Ф. Ф. Соколов, И. М. Гревс, Б. А. Тураев, М. И. Ростовцев. Большинство просеминариев были посвящены истории Франции, которая в дальнейшем стала сферой научных интересов В. В. Бирюковича.

### После революции
В январе 1917 года В. В. Бирюкович получил выпускное свидетельство, согласно которому мог сдавать государственный экзамен. Россия между тем оказалась на пороге великих перемен. Революция тяжело отразилась на материальном и психологическом состоянии Бирюковича: выходец из среды интеллигентов болезненно отреагировал на ломку старых культурных традиций, культ коллектвизма, подавление всякого индивидуализма и личной свободы были ему глубокого противны. В своём дневнике Бирюкович писал:

Лилипуты мысли Троцкий и Ленин, издевавшиеся над «наивным» предложением социал-демократических мень-шевиков и с.[оциал]-р.[еволюционеров] восстановить попранную гражданскую политическую свободу, предоставить свободу печати не только советам р.[абочих] и с.[олдатских] д.[епутатов], но и «буржуям», и «корниловцам», сохранить неприкосновенность личности не только за рабочими и солдатами, но и за «контрреволюционерами», офицерами и банкирами, признать свободу коалиций не только за рабочими, но и за чиновниками-«саботажниками», эти лилипуты, крохотный блошиный кругозор которых не может охватить хоть отчасти высокого общечеловеческого значения попираемых ими свобод, являются лишь фанатичными последователями глупенького узкого классового понимания великих культурных богатств человечества, людьми, доведшими это понимание до абсурда, заставившего демократическую интеллигенцию устрашиться большевистского духа, который ей был во многом родственен
Тягостные размышления о будущем России сопровождались недоеданием и голодом, непосильным бытом, чувством унижения в условиях формирования культа рабочего класса. В голодные и нищие годы русскому интеллигенту приходилось искать всевозможные заработки. Откликнувшись на призыв А. В. Луначарского «Ко всем учащим», В. В. Бирюкович со своим братом Георгием начал преподавать в трудовой школе. В эти годы В. В. Бирюковича можно было встретить во многих учебных заведениях Петрограда: Учительском институте, Военно-морском училище им. Фрунзе, Археологическом институте, Коммунистическом университете им. Сталина, Ленинградском государственном университете, ЛИФЛИ. Преподавая в военных и гражданских вузах, ведя лекционную работу в солдатской массе, Бирюкович подмечал и фиксировал в дневнике интереснейшие явления в народной среде: бурный и стихийный процесс выделения личности из массы. Подготовка к лекциям определила и тематику его научной работы. В 1921 году вышли в свет первые публикации историка: «Судьба вольных хлебопашцев в царствование Александра I» и «Устройство быта вольных хлебопашцев».
Одновременно В. В. Бирюкович посещал просеминарий Н. И. Кареева «Французская рационалистическая и революционная идеология XVIII в.» и готовился к сдаче магистерских экзаменов. Эти годы нашли свое отражение в мемуарах Кареева, где он высказался о В. В. Бирюковиче как о «способном и обещающем в будущем». Участие в просеминарии позволило молодому учёному подготовить и опубликовать статью об историософских взглядах Мельхиора Гримма, посвящённую вопросам идейной борьбы во Франции.
Молодые учёные создавали неформальные кружки и объединения. В. В. Бирюкович в своих заметках упомянул об одном из таких кружков: «Вот взгляд, выраженный словами почти адекватными моей собственной мысли, к которой я возвратился опять в связи с моим посещением кадетского клуба в прошлую пятницу». «Кружок молодых историков», основанный С. И. Тхоржевским и Н. С. Штакельберг, — ещё один из тех, что посещал В. В. Бирюкович. Кружок был тесно связан с историческими журналами, выходившими в 1920—е годы, в частности с «Анналами». Редактор Е. В. Тарле печатал на его страницах не только статьи, но и рецензии, обсуждавшиеся на заседаниях кружка. Возможно именно таким образом в 1923 году на страницах «Анналов» появилась статья — рецензия В. В. Бирюковича «Политическая роль Ф. Ягова». Участие в кружках, научная и педагогическая деятельность были для Бирюковича, как он сам признавался на страницах дневника, «спасительным кругом», который он боялся выпустить, чтобы не захлестнула волна и не унесла «в ту ужасную бездну, над которой мы ещё как-то плаваем». В 1928 году за научную и педагогическую деятельность Учёный совет Наркомпроса присвоил ему звание доцента. Во многом это было связано с тем, что в высших учебных заведениях учёные степени магистра и доктора были отменены, и молодым учёным, проявившим себя на педагогической стезе, присваивались учёные звания доцента и профессора.
В апреле 1935 года В. В. Бирюкович получил назначение на кафедру всеобщей истории Военно-политической академии им. Ленина. Бирюкович стоял у истоков этого учебного заведения, созданного в 1919 году как Учительский институт Красной армии им. Н. Г. Толмачёва. Здесь учёный проработал до 17 апреля 1953 года: придя простым преподавателем, стал доцентом, профессором, возглавил кафедру всеобщей истории и получил военное звание полковника. Одну из приоритетных задач Бирюкович видел в подготовке учебных пособий по истории, за два года он подготовил шесть пособий по истории Франции, Италии, Германии. В 1936 году вышла первая книга под его редакцией «Нидерландская революция».

### Защита диссертации
В 1934 году постановлением СНК СССР «Об учёных степенях и званиях» возвращались степени кандидатов и докторов наук. Для В. В. Бирюковича это стало стимулом подготовить докторскую диссертацию. В качестве предмета изучения был выбран французский абсолютизм и финансисты XVII века. Опираясь на неизвестные, но обширные источники архива секретаря русского посольства в Париже П. П. Дубровского, Бирюкович начал работу над докторской диссертацией. Работа над ней была несколько затруднена передислокацией учебного заведения, в котором служил учёный: в 1938 году Военно-политическая академия переехала в Москву. Несмотря на это, в год переезда в «Исторических записках» были опубликованы две статьи, являвшиеся частями докторской диссертации: «Народные восстания в Бордо и Гиени» и «Французские финансисты в политической борьбе 1622—1624 гг.». Редакция издания не могла не заметить, что автор не сделал ни одной ссылки на основоположников марксизма-ленинизма, поэтому предпослала одной из них замечание.
Защита диссертации проходила на заседании Учёного совета Военно-политической академии. Официальными оппонентами выступили С. Д. Сказкин и Б. Ф. Поршнев. Последний заявил: «В своих взглядах на абсолютизм В. В. Бирюкович довольно одинок. Он ищет новую концепцию и, может быть, создаст её, но пока резко нападая на своих критиков, В. В. Бирюкович попадает в положение того анекдотического солдата, который уверял, что вся рота шагает не в ногу, а он один в ногу». В заключительном слове Бирюкович резко ответил оппонентам: 

Б. Ф. Поршнев упрекнул меня в том, что я не иду в ногу с «ротой», но не нужно забывать, что вся-то «рота» состоит из трех человек, которые действительно шагают в ногу. Я с ними шагать в ногу не хочу, отказываюсь. Я считаю, что наша задача заключается не в том, чтобы выдумывать абстрактные основания и мертвые схемы, а в том, чтобы вплотную заняться изучением источников, исходить из них и к ним прилагать тот метод, которым основоположники марксизма пришли к своим выводам, а с этими выводами основные установки моей работы ни в чём не расходятся
 Убедительная аргументация В. В. Бирюковича позволила Учёному совету Военно-политической академии единогласно присудить ему искомую степень доктора исторических наук.

### Военные годы
Великая Отечественная война застала В. В. Бирюковича в госпитале: давала о себе знать язва, заработанная в голодные годы. В просьбе послать на фронт ему отказали по состоянию здоровья, но его опыт и знания крайне нужны были в Военно-политической академии, готовившей военные и политические кадры для армии. С первых дней войны академия перестроила свою работу в соответствии с новыми задачами. Налеты вражеской авиации на Москву стали интенсивнее, в связи с чем академия была передислоцирована в город Белебей. Несмотря на военные трудности, Бирюкович готовил к публикации новые исследования, и в 1943 году две работы по истории Франции выходят в издательстве Военно-политической академии: «Армия французской революции (1789—1794)» и «История французской революции 1789—1794». Одновременно совместно с А. Рошем приступил к выпуску 5-томного сборника «Международные документы Великой Отечественной войны», который обеспечил изучение и анализ международных документов и материалов историками в послевоенные годы, так как включал в себя опубликованную информацию о международных отношениях и внешней политике СССР в годы Второй мировой войны.

### Взлёт
В послевоенные годы В. В. Бирюкович возглавил кафедру всеобщей истории, но не оставлял и научную деятельность: писал статьи, рецензии, учебные пособия. Это не осталось незамеченным, и в 1950 году исследователя приглашают возглавить сектор новейшей истории Института истории АН СССР. Однако пост этот таил в себе опасность: в подразделении к тому времени сменилось несколько заведующих, случались не только увольнения, но и аресты сотрудников (А. Л. Гуральский, И. С. Юзерович, И. М. Майский). Несмотря на это, Бирюкович согласился возглавить «опасный участок». Ему удалось не только сохранить и сплотить научный коллектив, но и усовершенствовать деятельность сектора. Новый заведующий привлек к работе молодых специалистов: В. Т. Пашуто, Б. А. Айзина, Г. Н. Севостьянова, Л. В. Поздееву, З. С. Белоусову, Н. Д. Смирнову, А. М. Некрича, В. С. Чада, Ю. В. Арутюняна.
Широкая эрудиция и большой такт обеспечили историку признание со стороны коллег. А. М. Некрич, назначенный в мае 1950 года учёным секретарём, вспоминал об этом времени: «Очень быстро между нами возникли хорошие деловые отношения, которые вскоре проложили дорогу и дружеским. Нас сближал одинаковый подход к работе сектора, общность взглядов. С приходом Бирюковича работа в секторе начала входить в нормальную колею».
Разносторонняя образованность позволяла Бирюковичу не только консультировать по проблемам истории Франции XVII века, но и выходить за рамки ранней новой истории. Учёный являлся научным консультантом А. Г. Кравченко по исследованию «Библиотечная работа в капиталистических странах», научным руководителем И. А. Белявской по теме «Внутренняя экономическая политика США 1917—1918 гг.» и А. В. Чернобаева по теме «Революционное движение в германском военно-морском флоте в 1917—1918 гг. и Кильское восстание». Бирюкович сыграл немалую роль и в выборе темы А. Д. Люблинской, чьи исследования получили широкую известность в России и за рубежом. Свою первую монографию «Франция в начале XVII в. (1610—1620)» она посвятила памяти своих учителей — О. А. Добиаш-Рождественской и В. В. Бирюковича.

### Падение
В. В. Бирюковича как заведующего сектором новейшей истории интересовали проблемы дипломатической истории и международных отношений. В 1951 году исследователь отозвался рецензией на «Дипломатический словарь», которому дал положительную оценку. Тогда же он выступил ответственным редактором монографии дипломата и историка Б. Е. Штейна «Буржуазные фальсификаторы истории (1919−1939)». Именно из-за этой книги случились трагические события в жизни Бирюковича и Штейна. Две эти фамилии были объединены в одно дело из-за книги последнего. В рецензии В. Николаева и А. Дмитриева книга была названа «вредной» и «порочной», подвергнут критике был и Бирюкович как редактор. В связи с этими обвинениями Институту истории надо было принимать меры: учёный был освобождён от обязанностей заведующего сектором новейшей истории Института истории АН СССР, но с сохранением должности старшего научного сотрудника.
В партбюро Института истории был поставлен на обсуждение вопрос о книге Б. Е. Штейна и вине В. В. Бирюковича как ответственного редактора и сотрудника института. Заседание вел секретарь партбюро Н. И. Саморуков, занявший пост заведующего сектором после Бирюковича. Последний с приведением цитат из книги Штейна доказывал, что она была направлена на разоблачение империализма, а не на его оправдание. По воспоминаниям А. М. Некрича, «произошла неслыханная в практике Академии вещь: Президиум АН принял 30 мая 1952 г. специальное решение по поводу ошибок в книге Б. Е. Штейна». «Дело» было направлено в Комитет партийного контроля при ЦК ВКП(б), где председательствовал М. Ф. Шкирятов, за жестокость с провинившимися коммунистами прозванный «Малютой Шкирятовым».
В марте 1953 года через журнал «Вопросы истории» Президиум АН СССР рапортовал: «Нет ещё в Институте истории должной бдительности по отношению к враждебным марксизму-ленинизму „концепциям“ и „точкам зрения“, в результате чего оказался возможным выпуск порочной книги Б. Е. Штейна „Буржуазные фальсификаторы истории 1919—1939“, справедливо осужденной партийной печатью».
Смерть Сталина привела к сворачиванию механизма репрессий. 5 мая в Институт истории АН СССР поступило известие о скоропостижной смерти Владимира Владимировича Бирюковича. Он так и не узнал, что накануне, 4 мая, из ЦК пришло сообщение о прекращении его дела и снятии всех обвинений.

## Научный вклад

### Первые работы
Первый этап творчества В. В. Бирюковича был связан с именем Н. И. Кареева и переломными событиями в мировой истории: Первой мировая война, Февральская и Октябрьская революции, Гражданская война. После сдачи магистерского экзамена молодой ученый начал преподавать русскую историю в высших учебных заведениях. При подготовке к лекциям В. В. Бирюкович заинтересовался эпохой Александра І, в результате этого появились две статьи о вольных хлебопашцах — «Судьба указа о свободных хлебопашцах в царствование Александра I» и «Устройство быта свободных хлебопашцев», которые были опубликованы в новом периодическом журнале «Архив истории труда в России», выпускаемом ученой комиссией по исследованию истории труда в России. Членами этой комиссии и авторами статей журнала были маститые ученые — С. Ф. Платонов, А. Е. Пресняков, Е. В. Тарле, Б. А. Романов, а также соратники по «Историческому кружку», собиравшемуся на квартире Н. С. Штакельберг. В указанных статьях В. В. Бирюкович обратился к мало изученному в исторической науке вопросу о свободных хлебопашцах, оказавшемуся интересным и актуальным для современников историка, поскольку в годы нэпа была сделана попытка создания слоя мелких собственников.
Исследования основывались на печатных материалах Архива государственного Совета, изданных Калачевым, журналах Комитета министров и неопубликованных источниках, почерпнутых историком в Архиве Министерства внутренних дел, а также на неизданных материалах комитета министров и комиссии по составлению законов. Проанализировав выше указанные документы, В. В. Бирюкович отметил, что «в учреждении свободных хлебопашцев нашел отзвук поверхностный либерализм начала Александровского царствования» и то, что «законодательство о свободных хлебопашцах имело мало реальных результатов». В своем первом очерке ученый рассмотрел различные проекты указа о вольных хлебопашцах, а также сам указ от 20 февраля 1803 г., в том числе и радикальный проект графа С. П. Румянцева, гласивший об отпуске крестьян с укреплением за ними земельных наделов. Закон 1803 года о вольных хлебопашцах, стал, по мнению В. В. Бирюковича, своеобразным компромиссом между предложениями С. П. Румянцева и взглядам Государственного Совета. На основании указа императора Александра I от 20 февраля 1803 г. помещики получили право освобождать отдельных крестьян и целые селения с обязательным наделением их землей. Однако на практике крестьяне освобождались без земли, поскольку в Государственном Совете считали: такое положение дел не противоречит закону, так как соблюдалось условие добровольной сделки.
Во втором очерке В. В. Бирюкович задался целью выяснить устройство быта свободных хлебопашцев. Этот вопрос был интересен еще и тем, что в России впервые появился чуждый для русского аграрного строя слой мелких земельных собственников, свободных в личной хозяйственной деятельности и в сфере административно-хозяйственного уклада деревни. В. В. Бирюкович выяснил, что указ 1803 г. четко не регламентировал внутреннюю жизнь нового слоя, хотя этого требовала действительность, так как переход крестьян к самостоятельной деятельности затруднялся их психологией. Историк отмечает, что «где вотчинный надзор проводился длительно и систематически, он в сознании самих крестьян превращался в необходимый элемент их быта». Среди свободных хлебопашцев происходили разногласия, связанные с порядком передачи земли на правах частной, а не общинной собственности, что было новшеством для крестьян. Они должны были самостоятельно распределять землю между собой обычно пропорционально величине взноса, тогда как испокон века в русской деревенской общине практиковалась уравнительная разверстка земли. В таких условиях возникало недоверие друг к другу. Освободившись от вотчинных должностных лиц, некоторые из хлебопашцев переходили к системе выборов сельской администрации на краткий срок, но, не чувствуя доверия к авторитету своих выборных, начинали сменять их произвольно до срока, что сопровождалось столкновениями в крестьянской среде . В итоге, в 1838 г. актом, созданным министром государственных имуществ П. Д. Киселевым, административно-хозяйственный быт свободных хлебопашцев подвергся государственному надзору и опеке. Но и здесь появились препятствия. Свободных хлебопашцев было немного, и они были раздроблены — все это затрудняло объединение их в самостоятельные округа для исполнения повинностей. В. В. Бирюкович приходит к выводу, что «принцип свободы индивидуальной хозяйственной деятельности разбился об общинный порядок крестьянского хозяйства, принцип невмешательства государственной власти в административно-хозяйственную жизнь свободных хлебопашцев должен был отступить перед привычкой последних к авторитетному регулированию их общественных и хозяйственных отношений» . Однако надежды правительства на изменение привычек крестьян, их коллективистского менталитета не сбылись.

### История Франции
В 1923 году в числе участников семинара Н. И. Кареева по Французской революции, В. В. Бирюкович опубликовал в сборнике в честь 50-летия научной деятельности учителя статью «Философско-историческое мировоззрение Мельхиора Гримма». Тема публикации определилась в связи с личным общением с Н. И. Кареевым и посещением его семинария. Статья была посвящена вопросам идейной борьбы во Франции XVIII в. В. В. Бирюкович почувствовал необходимость подобного исследования, так как появились первые неблагоприятные признаки изменения политики государства в отношении науки. Историк точно оценил ситуацию в стране, продемонстрировав незаурядные умения аналитика. В конце 1920-х годов начался процесс внедрения в историческую науку марксистского понимания истории, отторжения научного наследия великих русских историков — С. М. Соловьева, В. О. Ключевского, Н. И. Кареева. В. В. Бирюкович показал, как монистический характер построений рационалистов сменялся дуализмом воззрений.
После публикации четырех работ начался длительный перерыв в творчестве В. В. Бирюковича. Это обстоятельство было связано с тем, что в последующий период начинаются гонения на старые школы российских историков. На наш взгляд, этот творческий этап В. В. Бирюковича целесообразно завершить 1931 годом — смертью его наставника и просто близкого по духу человека Н. И. Кареева и зачислением молодого ученого в «типичные ученики» метра. Исторически сложившаяся в 1930-е годы ситуация выявила невозможность работы на основе прежних традиций. Несмотря на то, что в 1920-е годы еще велись дискуссии по теоретико-методологическим проблемам истории, стало ясно, все шло к установлению монополии марксистской теории. Перед В. В. Бирюковичем, как и представителями интеллигенции, предстал выбор — принять или отвергнуть ее. Отказ от марксистской теории означал уход из исторической науки в другие сферы деятельности, что для В. В. Бирюковича — историка по призванию — было бы слишком больно. Второй путь — не изменять традициям «петербургской школы», открыто отстаивать их — несомненно привел бы к ссылке или эмиграции. Оставался компромисс, который давал возможность остаться в науке, но при этом требовал пожертовать важными для себя принципами. В итоге Бирюкович продолжил заниматься историей Франции, в частности ученый обращается к проблеме народных восстаний, однако место исторических фактов в его трудах занимает марксистская догма (свои статьи 1940—1950-х гг. по вопросам абсолютизма он пишет без ссылок на какие-либо источники, но при этом в избытке цитирует Маркса, Энгельска, Ленина.

## Список работ
Статьи
- Судьба указа о свободных хлебопашцах в царствование Александра I // Архив истории труда в России. Петроград, 1921. Кн. 1. С. 63-79.
- Устройство быта свободных хлебопашцев // Архив истории труда в России. — Петроград, 1921. Кн. 2. С. 54-64.
- Философско-историческое мировоззрение Мельхиора Гримма // Из далекого и близкого прошлого. Ч. 2. М., 1923. С. 167—187.
- Народные восстания в Бордо и Гиени в 1635 году // Исторические записки. Т. 2. 1938. С. 360—397.
- Французские финансисты в политической борьбе 1622—1624 гг. // Исторические записки. Т. 3. М., 1938. С. 181—240.
- Народные движения во Франции 1624—1634 гг. // Труды Военно-политической академии Красной Армии. Сб. 4. 1940. С. 223—279.
- Борьба за имперскую конституцию. Майские восстания 18849 года в Южной и Западной Германии // Революция 1848—1849 гг. Т. 2. М., 1952. С. 69-118.
- * Бирюкович В. В., Левицкий Я. Л. Введение // Всемирная история. Т. 3. М., 1957. С. 7-21.
- Бирюкович В. В., Люблинская А. Д. Возвышение феодально-абсолютистской Франции // Всемирная история. — Т. 4. — М., 1958. — С. 278—309.
- О некоторых вопросах развития феодального общества // ВИ. 1952. № 2. С. 30-46.

Учебники
- Развитие сословной монархии в Западной Европе в XIII—XV вв. Л., 1936.
- Абсолютная монархия во Франции. — Л.: ВПАТ, 1936. — 31 с.
- Нидерландская революция / Под ред. В. В. Бирюковича. Л., 1936.
- Экономическое развитие и классовая борьба в Западной Европе XIII—XV вв. Л., 1936.
- Образование феодального общества. Л., 1936. — 47 с.
- Германия XVIII в.: Политическое развитие Германии после Аугсбургского мира. Причины экономической и политической отсталости Германии, М., 1937. — 43 с.
- Италия XIV—XVI вв. Л., 1937 — 36 с.
- Армия французской революции (1789—1794). М., 1943. — 60 с.
- История французской революции. 1789—1794. М., 1943.
- Бирюкович В. В., Вайнштейн О. Л. Франция в XVI—XVIII вв. // Франция и её владения. М., 1948.
- Бирюкович В. В., Утченко С. Л. История Древней Греции. М., 1948. — 76 с.
- Хронологическая таблица по курсу всеобщей истории / Сост. В. В. Бирюкович. М., 1948.
- Образование феодального общества. Л., 1949. — 40 с.
- Бирюкович В. В., Утченко С. Л. История Древнего Рима. М., 1949. — 118 с.
- Англия в первой половине XIX в. Чартизм. М., 1950.
- Аzujkor tortenete. Budapest, 1953. — 472 с.
- Нова история. — София, 1953. — 472 с.
- Geschischte der Neuzeit. Bd. 1 (1640—1789). Berlin, 1954. — 440 s.

Рецензии
- Министр Ягов о причинах мировой войны // Анналы. 1923. № 2. С. 275—278. Рец. на кн.: Gotlib von Jagow. Ursaehen und Ausbruch der Weltkrieges. Berlin, 1923.
- Рец. на уч. пос.: А. Ефимов. Новая история. 1789—1870. М., 1940. // Историк-марксист. 1941. № 4. С. 115.
- Учебник «Новой истории»: Рец. на уч. пос.: Новая история / Под ред. Е. В. Тарле и др. Ч. 1-2. М., 1940. // Военно-исторический журнал. 1940. № 4. С. 130.
- Учебник «Новой истории»: Рец. на уч. пос.: Новая история / Под ред. Е. В. Тарле и др. — Ч. 1-2. — М., 1940. // Учительская газета. 1940. № 27 (25 февраля). С. 4.
- Рец. на кн.: Н. Е. Застенкер. Революция 1848 года. М.: Государственное учебно-педагогическое издательство Министерства просвещения РСФСР, 1948. — 202 с. // ВИ. 1951. № 2. С. 138—142.
- Рец. на кн.: Дипломатический словарь. Т. 2. М.: Госполитиздат, 1950. — 996 с. // Известия АН СССР. Серия история и философия. Т. 8. 1951. № 2. С. 182.

Редакторская работа
- 120-летию со дня рождения Ф. Энгельса. Т. V / Редакция В. В. Бирюковича. М., 1941. — 164 с.
- Международные документы Великой Отечественной войны / Сост. В. Бирюкович, А. Рош. Вып. 1-5. М., 1943—1946.
- Новая история (1640—1789). / Под ред. В. В. Бирюковича, Б. Ф. Поршнева, С. Д. Сказкина. Т. 1. М., 1951. — 472 с.
- Штейн Б. Е. Буржуазные фальсификаторы истории (1919—1939) / Отв. ред. В. В. Бирюкович. М., 1951. — 235 с.